# Brookton Shire
Brookton Shire är en kommun i Australien. Den ligger i delstaten Western Australia, omkring 120 kilometer sydost om delstatshuvudstaden Perth. Antalet invånare var 975 vid folkräkningen 2016.
Samhällena Brookton och Aldersyde ingår i Brookton Shire.